# 28 Days in the Valley
| Recensione   | Giudizio |
| ------------ | -------- |
| Allmusic     | [ 1 ]    |
| Cryptic Rock | [ 2 ]    |

28 Days in the Valley è il secondo album in studio del gruppo hard rock statunitense Dorothy, pubblicato il 16 marzo 2018 dall'etichetta discografica Roc Nation Records.

## Il disco
L'album ha visto la collaborazione di Linda Perry, come produttore, ingegnere del suono e coautrice della maggior parte dei brani.

## Tracce
Testi e musiche di Dorothy Martin e Linda Perry, eccetto dove diversamente specificato.
1. Flawless – 4:02
2. Who Do You Love – 4:13
3. Pretty When You’re High – 3:25
4. Mountain – 4:12
5. Freedom – 4:36 (D. Martin, E. Lorango, J. Gangberg, N. Maybury, L. Wulfmeier)
6. White Butterfly – 4:55
7. 28 Days in the Valley – 2:12
8. On My Knees – 5:08
9. Black Tar & Nicotine – 3:45 (L. Perry)
10. Philadelphia – 4:16 (D. Martin, E. Lorango, J. Gangberg, N. Maybury, L. Wulfmeier)
11. Ain't Our Time To Die – 4:08
12. We Are Staars – 3:44
13. We Need Love – 4:17

## Formazione
Dorothy
- Dorothy Martin – voce
- Owen Barry – chitarra
- Leroy Wulfmeier – chitarra, cori
- Billy Mohler – basso
- Jason Gangberg – batteria, percussioni, cori

Tecnici
- Linda Perry – produttore, ingegneria del suono, missaggio
- Luis Flores – ingegneria del suono
- Tony Hoffer - missaggio
- Howie Weinberg – mastering